# Zlatnožuti ranjenik
Zlatnožuti ranjenik (kovilj žuti, lat. Anthyllis aurea), biljna vrsta iz jugoistočne Europe. Hamefit zlatnožute boje cvjetova raširen po Hrvatskoj, Bugarskoj, Grčkoj, Albaniji, Sjevernoj Makedoniji.

## Sinonimi
- Anthyllis aurea subsp. velebitica (Degen) Degen
- Anthyllis aurea var. multifoliolata Micevski & Matevski
- Anthyllis polycephala Rchb.